# П'ять принципів мирного співіснування
«Панча шила»  (палі: pañca-sīla; санскр. pañca-śīla, буквальні «п'ять чеснот», «п'ять обітниць») — п'ять принципів мирного співіснування, які були вперше проголошені в індійсько-китайській угоді 1954.
Включають:
1. взаємна повага територіальної цілісності та суверенітету;
2. взаємний ненапад;
3. невтручання у внутрішні справи один одного;
4. рівність і взаємні вигоди;
5. мирне співіснування.

Принципи «панча шіла» мають виняткове значення у міжнародних стосунках, вони є складовою частиною багатьох важливих документів, які регламентують відносини між державами.
Джавахарлал Неру був одним з ініціаторів скликання Бандунзької міжнародної конференції країн Азії й Африки в Індонезії у квітні 1955. У підсумкових документах конференції втілилися принципи «панча шіла», було засуджено расову дискримінацію та колоніалізм «в усіх його проявах, як зло, яке треба швидко ліквідувати».